# Floyer Sydenham
Pour les articles homonymes, voir Sydenham.
Floyer Sydenham, né en 1710 et mort le 1er avril 1787, est un helléniste anglais. 

## Biographie
Il est le fils cadet de Humphrey IV Sydenham (1672-1710) et de sa seconde épouse et cousine germaine Katherine Floyer.
Le 31 mai 1727, à l'âge de 16 ans, il s'inscrit au Wadham College d'Oxford. En 1613, son arrière-grand-père, le révérend Humphry II Sydenham (1591-1650), devient membre du nouveau Wadham College, fondé à titre posthume par son compatriote Nicholas II Wadham et sa femme. Humphry II Sydenham est le premier à obtenir son diplôme de Master of Arts de cette fondation le 3 décembre 1613.
Floyer Sydenham obtient son B.A. au Wadham College en 1731 et son M.A. en 1734. En 1735, il est Barrister à Lincoln's Inn. Il est membre et parfois modérateur de philosophie au Wadham College, puis recteur d'Esher jusqu'en 1744.
Il est essentiellement connu pour ses traductions de certains des Dialogues de Platon en anglais. Il est aussi l'auteur d'une thèse sur Héraclite, qui a été critiquée. Il publie des Notes sur Platon, édite Le Grand et le Petit Hippias ainsi qu'une dissertation sur la doctrine d'Héraclite et sur l'Onomasticon Theologicum. Le traducteur Thomas Taylor a écrit un panégyrique sur Sydenham et a terminé son travail sur les Dialogues.
Gagnant peu d'argent par ses œuvres, il est emprisonné pour une dette insignifiante et meurt en prison le 1er avril 1787.
Son triste sort aurait conduit à la création du Royal Literary Fund.